# マテ茶

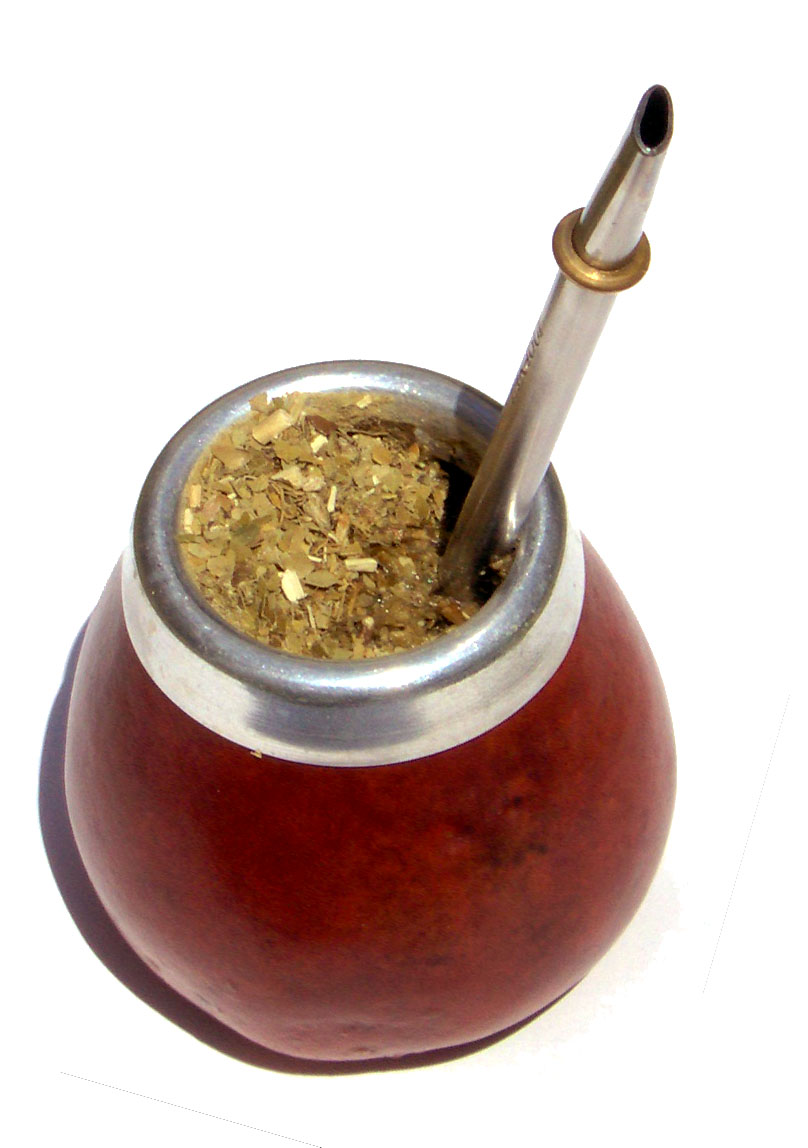
マテ茶

マテ茶（マテちゃ、スペイン語: mate [ˈmate], cimarrón [simaˈron]、ポルトガル語: mate [ˈmatʃi]、chimarrão [ʃimɐˈʁɐ̃w̃]）は、南米のアルゼンチン、パラグアイ、ブラジル、ウルグアイ等を原産とするイェルバ・マテの葉や小枝を乾燥させた茶葉に、水または湯を注ぎ成分を浸出した飲料である。
ビタミンやミネラルの含有量が極めて高く、「飲むサラダ」とも言われている。このため、コーヒーや茶と同様の嗜好品ではあるが、野菜の栽培が困難な南米の一部の地域では単なる嗜好品の枠を超え、重要な栄養摂取源の一つとなっている。
日本茶に緑茶とほうじ茶があるように、マテ茶の茶葉にもグリーン・マテ（緑マテ茶）とロースト・マテ（黒マテ茶）がある。味わいはグリーンの場合、多少の青臭みと強い苦味を持つ。ローストは焙煎により青臭みが消え、香ばしい風味が付加される。ローストした茶葉は水出し用に利用されることが多い。

## 製造法
マテ茶の茶葉は、以下のような工程を経て製造される。
1. イェルバ・マテなどの葉や小枝を摘みとって採集する。
2. すぐに火入れを行って葉に含まれている酸化酵素を不活性化させる。
3. 熱風で乾燥させ、適度な大きさに破砕する。
4. 1年間ほど熟成させた後に茶葉として出荷される。

## 飲み方
伝統的な飲み方は茶器に容量の1/2ないし3/4程度の茶葉を直接入れ、水または60 - 80℃程度のお湯を注ぐ。ここに先端に茶漉しがついた専用のストローを差し込み、抽出液を飲む。容器はヒョウタン製のものはマテ、クイアまたはポロンゴなどといい、木製や角製のものはグアンパ（グァンパ、グァンポ）と呼ばれる。マテ用ストローはボンビーリャと呼ばれ、金属製で先端が膨らみ茶葉を漉し取るための無数の小穴が空いている。なお、現地での飲み方については、クロード・レヴィ＝ストロースが『悲しき熱帯』のパンタナルの章で詳しく解説している。
近年では、ティーポットで淹れて抽出液のみをカップに注いで飲む場合も多い。ティーバッグも普及している。しかし、マテ茶の淹れ方としては伝統的な方法が最も理に適っている。ボンビーリャで飲む場合、細かい茶葉を漉しきれずに抽出液と一緒に口に入ってくる。このため茶葉の一部を食べることになり、マテ茶の栄養成分を最も効率よく取り込むことが可能となっている。湯が90℃より熱い場合は、金属製のストローでは唇が熱く、飲むことができない。
気温が高い地域では水出しでマテ茶を飲むことが多く、パラグアイではマテ茶に薬草やハーブを混ぜて水出ししたテレレと呼ばれる飲み方が一般的である。単に「マテ茶」というと温かいものを指し、テレレと区別している人もいる。ポルトガル語圏においてはテレレは水出しあるいは茶葉にジュースを加えたマテ茶のことを指し、温かいものはChimarrãoと称される。
茶葉に湯を注ぎ、そのまま飲むのが伝統的な方法であるが、現地でも砂糖を入れ甘みを加える飲み方が一般的になっている。また、スパイスや薬草・ハーブ等を混ぜて風味を変えたり、牛乳を加えたりした飲み方も広く行われている。
パラグアイ・アルゼンチン・ウルグアイ・ブラジル南部では、一組の茶器を使い複数人がマテ茶を回し飲みする習慣がある。ホスト役が茶器とボンビーリャを使いマテ茶をたて、一煎めは自分で飲む。二煎目からは順番に参加者に回していき、各人が満足するまで何杯でも回し続ける。客はホストから茶器を受け取り自分ですべて飲んでホストに返す。客から別の客に直接茶器を渡すことはせず、受け取った茶は自分ですべて飲みきりホストに返すのが作法である。茶器をホストに返すときにGracias（ありがとう）と言うと「もう満足しました」という意味になるので、次からは自分に茶は回ってこない。客から茶器を戻されたホストは湯を注ぎ、場合によってはボンビーリャの差している位置を調整したり茶葉を追加したりして味を調えた上で次の客に渡す。ボンビーリャの位置を動かすと茶漉し部分が目詰まりしたり、味の濃さが変化したりするので、客は勝手にボンビーリャを動かしてはならない。

## 茶器
アルゼンチン・ウルグアイ・ブラジル南部では伝統的な茶器は、ひょうたんでできている。マテとは、現地の言葉でひょうたんを意味し、マテ茶の名前はこのカップに由来する。ひょうたん以外では牛の角や、パロサントという木で作られたものが一般的である。茶器の表面や補強のために付けられる口金、すわりを良くする為の台座には彫刻・彫金などの意匠が施される場合が多く工芸品的な美しさを持っている。茶器は陶器やガラス製のものも使われるが、多孔質の天然材料製でしばらく使った茶器でないと本来の味は出ないとされる。
ボンビーリャの材料は古くは葦などの植物の茎を利用したが、現在は金属（銀・洋銀・ステンレスなど）のものがほとんどである。
アルゼンチン・ウルグアイで使われる茶器はひょうたんの実の先端の膨らんだ部分を使い、補強された口は狭くなっているため、ボンビーリャの先の茶漉し部分は細長い。ブラジル南部で使われるそれはひょうたんの実の膨らんだ部分で切ってあり、その部分を口にするため、専用の架台なしでは立てることができない。またパラグアイで使われる茶器は牛角製にしろ木製にしろ口が広い。そのためパラグアイやブラジルで購入したボンビーリャはアルゼンチン製の茶器にはほとんど使えない。
ウルグアイでは持ち歩いて飲む習慣もあり、マテラというボンピージャ等のマテ茶を飲むための道具を持ち歩くための専用かばんを使う。

## イェルバ・マテ

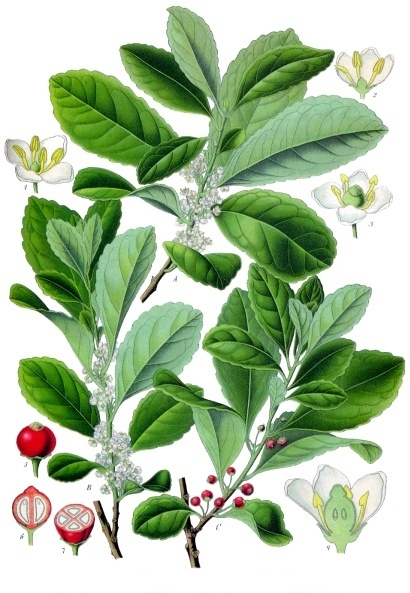
イェルバ・マテ

イェルバ・マテ (Ilex paraguariensis) は、モチノキ科モチノキ属に分類される常緑樹。この植物の葉や小枝からマテ茶が作られる。

## 歴史
マテ葉の発見に関しては、紀元前3000年頃まで遡るとする研究者もいる。当初の利用者は、パラグアイの一部地域に居住していたcáingang族、グアラニー族などが生のまま食べており、糸に通して携帯して一日中食べる部族もいた。また、スペインの植民地となる以前には、火や熱の通るトンネルによって乾燥させて軽く持ち運びしやすくするプロセスが開発され、茶として発展した。
スペイン統治時代の16 世紀後半になると、スペイン入植者（イエズス会修道士など）に知られるようになった。

## 医薬的効果と発がん性の指摘
カフェインとタンニンを含む。コミッションE（ドイツ連邦保健省の下部委員会で、ハーブを医薬品として利用する場合の効果と安全性を協議している）にて精神および肉体の疲労に対しての使用が承認されている。一方、熱いマテ茶に限り、食道がんや喉頭がんなどの発がんリスクがあるとの説があり、IARCの発がん性評価では、Group2A（ヒトに対する発癌性がある可能性が高い）に分類されている。また、65℃以上の熱い飲み物自体がGroup2Aに分類されている。ただしマテ茶そのものはGroup3（ヒトに対する発癌性が確認できない）に分類される。一説にはこの発がんリスクは上述のボンビーリャと呼ばれるストローを使った飲用方法に原因があるとされ、高温のままのマテ茶をストローで吸引する行為が咽頭部に影響を与えているので、冷たいものであれば安全であるという見方が一般的である。また、カフェインが含まれているためコーヒーなどと同様に、妊娠中および授乳期の摂取は避けたほうがよいとされる。
ボリビアではマテと言う言葉は単にハーブティー全般を指し、必ずしもイェルバ・マテのみから作られていないためその成分には注意が必要である。

## マテ言葉
アルゼンチンにはマテ茶で意思を伝える文化がある。
| 茶の状態             | 意味           |
| -------------------- | -------------- |
| シナモンを加えたもの | 愛してる       |
| はちみつを入れたもの | 結婚して欲しい |
| ぬるいもの           | 会いたくない   |
| コーヒーと混ぜたもの | 仲直りしたい   |

## 日本及びアジアにおけるマテ茶
1970年代、アントニオ猪木が「アントンマテ茶」として売り出し、日本に定着させようとしたが失敗した。
長い間、日本ではあまり知られていなかったものの、2012年から日本コカ・コーラにより「太陽のマテ茶」が販売されたことにより、徐々に認知度が高まっている。
シリアはマテ茶の世界最大の輸入国。
日本マテ茶協会がマテ茶の生産国であるアルゼンチンの収穫祭にちなみ9月1日を「マテ茶の日」に制定している。